# Томский государственный педагогический университет
То́мский госуда́рственный педагоги́ческий университе́т — старейшее в Сибири профессионально-педагогическое учебное заведение. Он является правопреемником Томского учительского института, учреждённого 1 июля 1902 года по Высочайшему повелению Государя Императора Николая II.
Полное название вуза — Федеральное государственное бюджетное образовательное учреждение высшего образования «Томский государственный педагогический университет» (ТГПУ).

## История
В своем развитии Томский государственный педагогический университет прошёл ряд этапов:
- С 1902 по 1920 годы существовал Томский учительский институт, который давал своим выпускникам среднее профессионально-педагогическое образование.
- В июне 1917 года по решению Временного правительства учительский институт приобрел статус высшего учебного заведения, но оказался временно закрыт 1 ноября 1920 года по решению комиссии Томского губернского отдела народного образования[4].
- В 1930 году по решению Наркомпроса РСФСР в Томском государственном университете был создан педагогический факультет[5].
- Согласно постановлению Совета народных комиссаров РСФСР от 13 июля 1931 года № 735 педагогический факультет ТГУ был преобразован в Томский индустриально-педагогический институт[6], перемещённый в 1932 году в стены своего предшественника Учительского института[7]. C 15 июня 1933 года во всех документах ВУЗа вместо названия «Томский индустриально-педагогический институт» стало применяться другое наименование: «Томский государственный педагогический институт»[8].
- 23 октября 1968 года институту было присвоено имя Ленинского комсомола[9][10].
- 19 ноября 1981 года Указом Президиума Верховного Совета СССР за достигнутые успехи в подготовке педагогических кадров[источник не указан 2871 день] вуз был награждён Орденом «Знак Почёта»[11].
- 26 июня 1995 года приказом Министерства образования РФ № 352 Томскому государственному педагогическому институту присвоен статус университета. 2-4 ноября того же года прошла торжественная презентация нового университета[12].

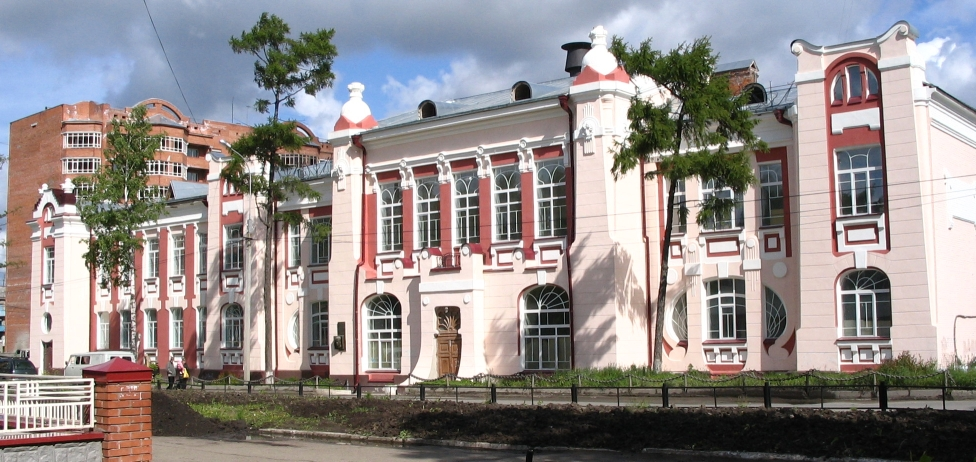
Здание Томского учительского института в стиле модерн построено по проекту известного сибирского архитектора Ф. Ф. Гута в 1905 году (ныне Главный корпус ТГПУ, ул. Киевская, 60)

## Основные структуры

### Факультеты и институты
| Название                                                                        | Год основания |
| ------------------------------------------------------------------------------- | ------------- |
| Биолого-химический факультет (БХФ)                                              | 1931          |
| Институт иностранных языков и международного сотрудничества (бывш. ФИЯ) (ИИЯМС) | 2020          |
| Историко-филологический факультет (ИФФ)                                         | 1931          |
| Физико-математический факультет (ФМФ)                                           | 1931          |
| Институт физической культуры и спорта (ИФКС)                                    | 1949          |
| Институт детства и артпедагогики (объединение бывш. ФДНО и ФКИ)                 | 2020          |
| Факультет психологии и специального образования (ФПСО)                          | 1995          |
| Технолого-экономический факультет (объединение бывш. ФЭУ и ФТП)                 | 2021          |
| Факультет повышения квалификации (ФПК)                                          | 1999          |

## Научные журналы

### Вестник ТГПУ
Научный журнал «Вестник Томского государственного педагогического университета» основан в 1997 году. Журнал публикует научные материалы по естественным, гуманитарным, социально-экономическим и общественным наукам. Периодичность издания: 12 выпусков в год (возможны дополнительные спецвыпуски). Входит в "Список ВАК".

### Научно-педагогическое обозрение
Научный журнал «Научно-педагогическое обозрение» основан в 2013 году. Периодичность издания: 4 выпуска в год (возможны дополнительные спецвыпуски).

### Томский журнал лингвистических и антропологических исследований
Научный журнал «Томский журнал лингвистических и антропологических исследований» основан в 2013 году. Периодичность издания: 4 выпуска в год (возможны дополнительные спецвыпуски). Индексируется в Web of Science.

### ΠΡΑΞΗΜΑ. Проблемы визуальной семиотики
Научный журнал «ΠΡΑΞΗΜΑ. Проблемы визуальной семиотики» основан в 2014 году. Периодичность издания: 4 выпуска в год. Индексируется в Scopus.

## Библиотека, музеи, картинная галерея

### Библиотека
Научная библиотека им. А.М. Волкова ТГПУ насчитывает более 902,2 тысяч единиц хранения (данные на 01.01.2022 г.). Ежегодно фонды библиотеки пополняются за счёт учебной и научной литературы, издаваемой издательством и преподавателями университета, закупок новой учебной и научной литературы и частных дарений. Библиотека имеет фонд редких книг. В структуру библиотеки входит отдел комплектования и обработки литературы, библиографический информационный центр (БИЦ), отдел обслуживания, отдел компьютерных технологий.

### Музеи
Музейный комплекс ТГПУ включает 10 музеев:
- Музей писателя-сказочника А. М. Волкова (выпускника Томского учительского института).
- Музей истории ТГПУ.
- Музей информационных технологий.
- Учебный анатомический музей.
- Учебный музей истории спорта.
- Учебный музей торфа.
- Учебный зоологический музей.
- Учебный музей археологии и этнологии.
- Учебный этнолингвистический музей «Русская изба в Сибири».
- Учебный музей декаротивно-прикладного искусства народов Сибири.

### Картинная галерея
- Картинная галерея ТГПУ открыта 11 марта 2004 года. Первоначально, в 2004—2010 годах, размещалась в 8 корпусе университета. С 2011 года расположена в 9 корпусе университета. В течение года выставляются 4-5 экспозиций изобразительного и декоративно-прикладного искусства сибирских художников (в том числе, выпускников ТГПУ).